# Andrew Rein
Andrew Roland Rein (Stoughton, 11 marzo 1958) è un ex lottatore statunitense, specializzato nella lotta libera.

## Palmarès

### Olimpiadi
- 1 medaglia:
  - 1 argento (Los Angeles 1984 nei pesi leggeri)